# Vitbrynad myrfågel
Vitbrynad myrfågel (Myrmoborus leucophrys) är en fågel i familjen myrfåglar inom ordningen tättingar.

## Utbredning och systematik
Vitbrynad myrfågel delas in i fyra underarter:
- Myrmoborus leucophrys angustirostris – förekommer från södra Venezuelas gräns till Guyana och Brasilien norr om Amazonfloden
- Myrmoborus leucophrys erythrophrys – förekommer i östra Andernas östsluttning i Colombia och nordvästra Venezuela
- Myrmoborus leucophrys koenigorum – förekommer i centrala Peru (övre Río Huallaga Valley i Huánuco)
- Myrmoborus leucophrys leucophrys – förekommer från södra Colombia till östra Peru, nordöstra Bolivia och västra Amazonas Brasilien

## Status och hot
Arten har ett stort utbredningsområde, men tros minska i antal, dock inte tillräckligt kraftigt för att den ska betraktas som hotad. Internationella naturvårdsunionen IUCN listar arten som livskraftig (LC).